# أسنان هتشنسون

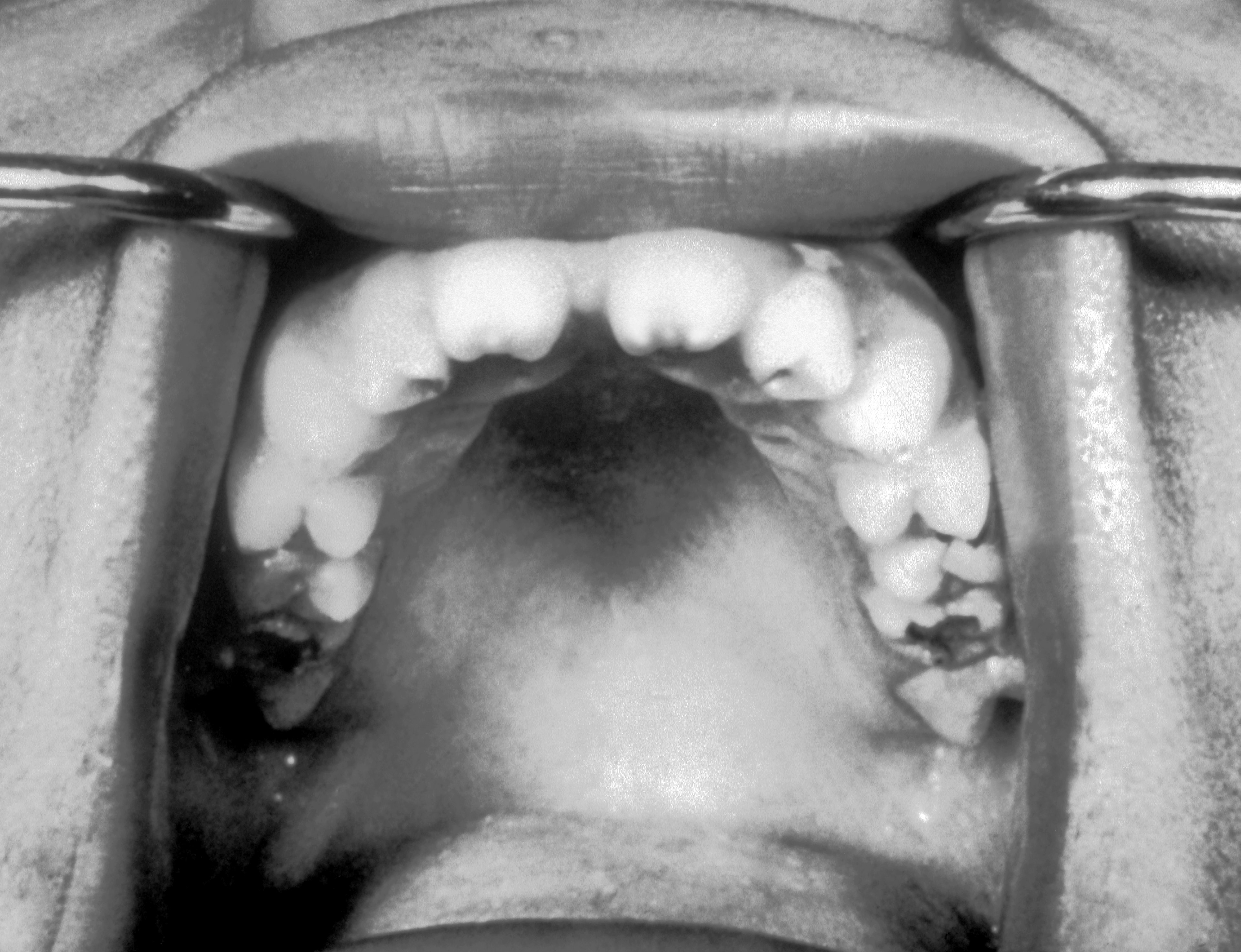
أسنان هتشنسون

أسنان هتشنسون (بالإنجليزية: Hutchinson's teeth) عبارة عن أسنان غير طبيعية تكون مثلثة على حافتها الحرة وهي علامة طبية لمرض يدعى الزهري الخلقي.